# 山姆·徐
塞繆爾·徐（英語：Sam Tsui，1989年5月2日—）是一位美國男歌手、詞曲作者和影片製作人。崛起於 YouTube 的網路紅人。他善於翻唱流行音樂，如愛黛兒、布蘭妮·斯皮爾斯、女神卡卡、泰勒絲、賈斯汀·提姆布萊克、火星人布魯諾等；也包含一些自己創作的歌曲，如跟知名 YouTuber 庫爾特·雨果·施耐特合作的音樂串燒與混搭。2018年8月25日，他在 Youtube 頻道達到三百萬訂閱人數。

## 早期生活
徐在賓夕法尼亞州的藍鈴長大，母親是白人，父親是香港人。他曾經住的地方離後來合作的音樂製作人卻·雨果·施賴德只相隔一條街，二人就讀同一間高中。
他在耶魯大學就讀時主修古希臘文學，同時參加了一個全男性的無伴奏合唱團，於2011年畢業。

## 外部連結
- YouTube上的TheSamTsui頻道